# 苻柳
苻柳（？—368年），中國五胡十六國時代人物，前秦开国皇帝苻健的第八子。
前秦皇始元年（351年）正月二十日，苻健即天王、大单于位，立国号为大秦，改年号为皇始，封苻柳为晋公。次年，苻柳进封晋王。355年，太子苻苌死后，强皇后想立小儿子晋王苻柳，前秦国主苻健认为谶文中有“三羊五眼”的字样，于是就立苻生为太子。苻生即位后，任命晋王苻柳为征东大将军、并州牧，镇守蒲阪。356年，前秦征东大将军、晋王苻柳派参军阎负、梁殊出使前凉，带去书信游说前凉王张玄靓。张玄靓向前秦称臣。357年，苻坚杀苻生称天王，苻柳降为晋公，为车骑大将军、尚书令。十月，张平进犯秦地，苻坚让苻柳都督并、冀州诸军事，为并州牧，镇守蒲阪，抵御张平。364年，汝南公苻腾反叛苻坚，被诛杀。苻生的弟弟们还有晋公苻柳等五人，王猛对苻坚说：“不去五公，终必为患。”苻坚考虑到苻双是自己的同母弟，苻柳是伯父苻健喜爱的儿子，没有追究。
及後，苻柳與征西大将军、秦州刺史赵公苻双，镇东将军、洛州刺史魏公苻廋，安西将军、雍州刺史燕公苻武谋划作乱，苻坚听说后，征召苻柳等人前往长安。建元三年（367年）十月，苻柳占据蒲阪，苻双占据上邽，苻廋占据陕城（今河南三门峡市西），苻武占据安定郡，全都起兵反叛苻坚。苻坚遣使劝谕他们，让他们各自咬梨交给使者，作为表示听从劝告的信物。苻柳、苻双、苻廋、苻武四人都没有照办。晋公苻柳多次挑战，王猛不应。苻柳以为王猛害怕，建元四年（368年），五月，留长子苻良守蒲阪，自己率兵二万西进长安。刚离开蒲阪一百多里，邓羌率七千精骑夜袭苻柳。苻柳率军撤返，王猛半路截击，俘获全部苻柳兵众。苻柳和与百骑逃进蒲阪城中，九月，王猛攻下了蒲阪，斩杀了晋公苻柳和他的妻儿。